# Kościół w Równem (Natura 2000)
Kościół w Równem (PLH180036) – projektowany specjalny obszar ochrony siedlisk, aktualnie obszar mający znaczenie dla Wspólnoty, w województwie podkarpackim, o powierzchni 1,36 ha, obejmujący kościół w Równem i jego najbliższe otoczenie. Utworzony został w celu ochrony kolonii rozrodczej nocka dużego Myotis myotis.
Obszar leży w granicach Obszaru Chronionego Krajobrazu Beskidu Niskiego.